# Stewart (Minnesota)
Stewart – miasto w Stanach Zjednoczonych, w stanie Minnesota, w hrabstwie McLeod.